# Bored to Death
Bored to Death est une série télévisée américaine, en 24 épisodes de 23 minutes, créée par Jonathan Ames, qui a été diffusée entre le 20 septembre 2009 et le 28 novembre 2011 sur HBO.
En France, la série est diffusée depuis le 26 janvier 2010 sur OCS Novo et au Québec depuis le 4 avril 2010 sur Super Écran.

## Synopsis
Après une rupture sentimentale, un écrivain trentenaire, alcoolique et fumeur de marijuana, en panne d'inspiration et vivant à Brooklyn, va s'improviser détective privé à l'image des héros de Raymond Chandler en inscrivant une annonce sur internet, afin de stimuler son imagination.

## Distribution

### Acteurs principaux
- Jason Schwartzman (VF : Damien Boisseau) : Jonathan Ames
- Ted Danson (VF : Gérard Rinaldi) : Georges Christopher
- Zach Galifianakis (VF : Stéphane Ronchewski) : Ray Hueston

### Acteurs récurrents
- Heather Burns (VF : Nathalie Bienaimé) : Leah (petite amie de Ray saison 1, ex saison 2)
- Olivia Thirlby (VF : Élisabeth Ventura) : Suzanne (ex-petite amie de Jonathan) (saisons 1 et 2)
- Oliver Platt (VF : Denis Boileau) : Richard Antrem (saisons 1 et 2)
- Laila Robins (VF : ? (saison 1) puis Danièle Douet (saison 2)) : Priscilla (ex-femme de George et la femme actuelle de Richard) (saisons 1 et 2)
- John Hodgman (VF : Nicolas Marié (saison 1) puis Vincent Ropion (saison 2)) : Louis Green (saisons 1, 2 et 3)
- Jenny Slate (VF : Christelle Reboul) : Stella (saisons 1 et 2)
- Bebe Neuwirth : Caroline, éditrice de Jonathan (saisons 1 et 2)
- Patton Oswalt (VF : Bernard Métraux) : Howard (saisons 1 et 2)
- Samantha Bee : (VF : Laurence Mongeaud) : Renee (saisons 1 et 2)
- Kristen Wiig (VF : Françoise Cadol) : Jennifer (invitée saison 1, récurrente saison 2)
- Mary Kay Place (VF : Pauline Larrieu) : Kathryn Joiner (saisons 1 et 2)
- Jessica Hecht (VF : Magali Barney) : Dr Donna Kenwood (saison 2)
- Zoe Kazan (VF : Nadine Girard) : Nina, élève de Jonathan (saison 2)
- Allyce Beasley (VF : Patricia Legrand) : Florence Ames (saison 2)
- Olympia Dukakis (VF : Évelyne Grandjean) : Belinda (saison 2)
- Halley Feiffer (VF : Edwige Lemoine) : Emily (saison 3)
- Mary Steenburgen (VF : Danièle Douet) : Josephine (saison 3)
- Isla Fisher (VF : Dorothée Pousséo) : Rose (saison 3)

### Invités
- Jim Jarmusch (VF : Bernard Métraux) : lui-même (saison 1, épisode 3)
- Parker Posey (VF : Hélène Bizot) : Michelle Whiting (saison 1, épisode 4)
- Jonathan Ames (VF : Gilles Coiffard) : Irwin (saison 2, épisode 2 et 8)
- Kevin Bacon (VF : Philippe Vincent) : lui-même (saison 2, épisode 5)
- Ajay Naidu : Vikram (saison 2, épisodes 5 et 7)
- Stacy Keach : Bergeron (saison 3, épisodes 7 et 8)

- Version française
  - Société de doublage : Karina Films[1],[2]
  - Direction artistique : Claudio Ventura[1]
  - Adaptation des dialogues : Gilles Coiffard[1]

Source VF : Doublage Séries Database et RS Doublage

## Production

### Développement
Le 20 décembre 2011, HBO a annoncé l'annulation de la série en raison d'une trop faible audience.
Le 25 janvier 2013, HBO annonce la production d'un film basé sur la série. Jonathan Ames, le créateur de la série, s'occupera du scénario du film.

### Casting
Jenny Slate (qui joue Stella dans les saisons 1 et 2) a auditionné pour un rôle qui n'était prévu de durer qu'un épisode, mais qui est devenu un rôle récurrent. 

### Tournage
La série est filmée à Maspeth dans le Queens, à New York dans l'État de New York, aux États-Unis. Les scènes de restaurant sont tournées dans le Clinton Diner.
Les caméras utilisées sont des Arri Alexa et Arri D-21.

### Fiche technique
- Titre original et français : Bored to Death
- Création : Jonathan Ames
- Réalisation : Paul Feig (2009), Alan Taylor (2009-2010), Adam Bernstein (2009-2010), Michael Lehmann (2009-2010) et Tristan Shapeero (2010-2011)
- Scénario : Jonathan Ames (2009-2011), Martin Gero (2009-2011), Donick Cary (2009-2010) et Sam Sklaver (2010)
- Direction artistique : Laura Ballinger
- Décors : Rick Butler
- Costumes : Daniel Lawson
- Photographie : Vanja Cernjul
- Montage : Ken Eluto (2009-2010) et Meg Reticker (2009-2010)
- Musique : Stephen Ulrich
- Casting : Ann Goulder (2009-2010) et Gayle Keller (2009-2010)
- Production : Anna Dokoza et Michael Stricks (producteur) ; Martin Gero, Alan Taylor et Paul Simms (consultant) ; Brad Carpenter (coproducteur)
  - Production exécutive : Jonathan Ames, Sarah Condon, Troy Miller, Dave Becky, Stephane Davis ; Tracey Baird, Donick Cary, Mark Baker (coproducteur exécutif)
- Sociétés de production : 3 Arts Entertainment, Dakota Pictures et Fair Harbor Entertainment
- Sociétés de distribution : Home Box Office (télévision) ; Home Box Office Home Video (DVD - États-Unis)
- Pays d'origine :  États-Unis
- Langue originale : anglais
- Format : couleur - 1,78:1 - son stéréo
- Genre : comédie dramatique, détective

Source : Informations sur la série

## Épisodes

### Première saison (2009)
1. Le Syndrome de Stockholm (Stockholm Syndrome)
2. L’Affaire Alanon (The Alanon Case)
3. L’Affaire du scénario perdu (The Case of the Missing Screenplay)
4. L’Affaire du skateboard volé (The Case of the Stolen Skateboard)
5. L’Affaire de la blanche Colombe (The Case of the Lonely White Dove)
6. L’Affaire de la belle arnaqueuse (The Case of the Beautiful Blackmailer)
7. L’Affaire du sperme volé (The Case of the Stolen Sperm)
8. Le Grand Plongeon (Take a Dive)

### Deuxième saison (2010)
1. L’Évasion du club sadomaso (Escape From the Dungeon!)
2. Dépêche-toi, Fitzgerald ! (Make it Quick Fitzgerald!)
3. On attrape la blenno dans le canal ! (The Gowanas Canal Has Gonorrhea!)
4. J'ai vécu tel un dieu déchaîné ! (I've Been Living a Demented God!)
5. 42 Vertical ! (Forty-Two Down!)
6. L’Affaire de la terrible faute de frappe (The Case of the Grievous Clerical Error!)
7. L’Évasion du Castle (Escape From the Castle!)
8. Super Ray est mortel ! (Super Ray is Mortal!)

### Troisième saison (2011)
Le 28 octobre 2010, la série a été renouvelée pour une troisième saison de 8 épisodes, diffusée du 10 octobre 2011 au 28 novembre 2011 sur HBO, aux États-Unis.
1. La Blonde dans les bois (The Blonde in the Woods)
2. Sucre d'orge (Gumball!)
3. La Malédiction des Hommes (The Black Clock of Time)
4. On pourrait chanter en duo (We Could Sing a Duet)
5. Je prends des bains comme Lady Macbeth (I Keep Taking Baths Like Lady Macbeth)
6. Deux Grosses Perles et un lingot d'or (Two Large Pearls and a Bar of Gold)
7. On s'en fout des harengs ! (Forget the Herring)
8. Tout va bien, il suffit que je me taille (Nothing I Can't Handle by Running Away)

## Produits dérivés

### Sorties DVD
| Intitulé du coffret       | Nombre d'épisodes | Sortie DVD             | Sortie DVD           | Nombre de disques | Éditeur           |
| Intitulé du coffret       | Nombre d'épisodes | Drapeau des États-Unis | Drapeau de la France | Nombre de disques | Éditeur           |
| ------------------------- | ----------------- | ---------------------- | -------------------- | ----------------- | ----------------- |
| Bored to Death - Saison 1 | 8                 | 14 septembre 2010      | 1er décembre 2010    | 2                 | Warner Home Vidéo |
| Bored to Death - Saison 2 | 8                 | 4 octobre 2011         | 28 septembre 2011    | 2                 | Warner Home Vidéo |
| Bored to Death - Saison 3 | 8                 | /                      | /                    | /                 | Warner Home Vidéo |